# Poste d'aiguillage tout relais à câblage géographique

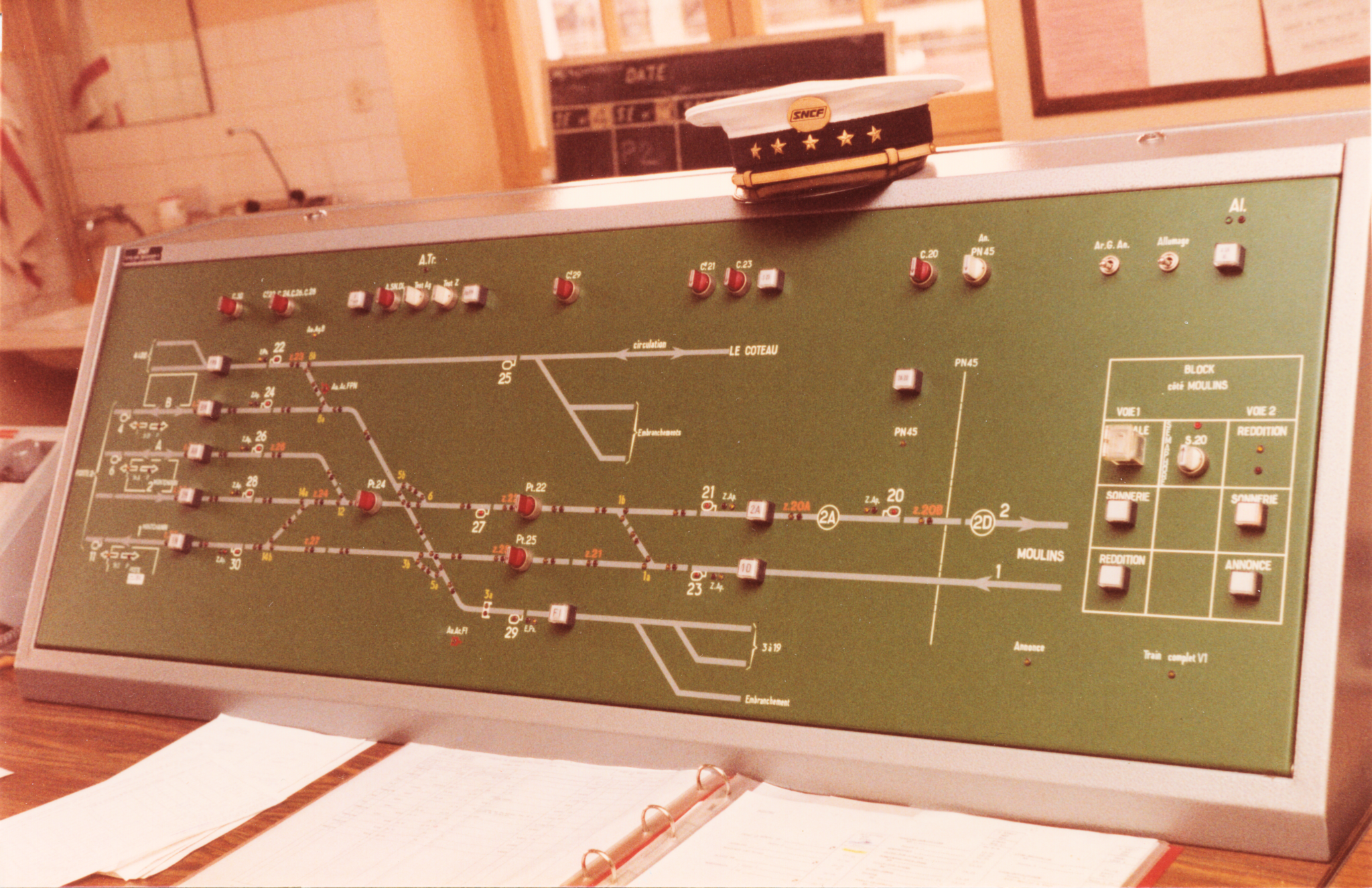
Ligne de Moulins à Lozanne - Gare de Paray Le Monial - Poste 1 de type PRG Situation de 1982

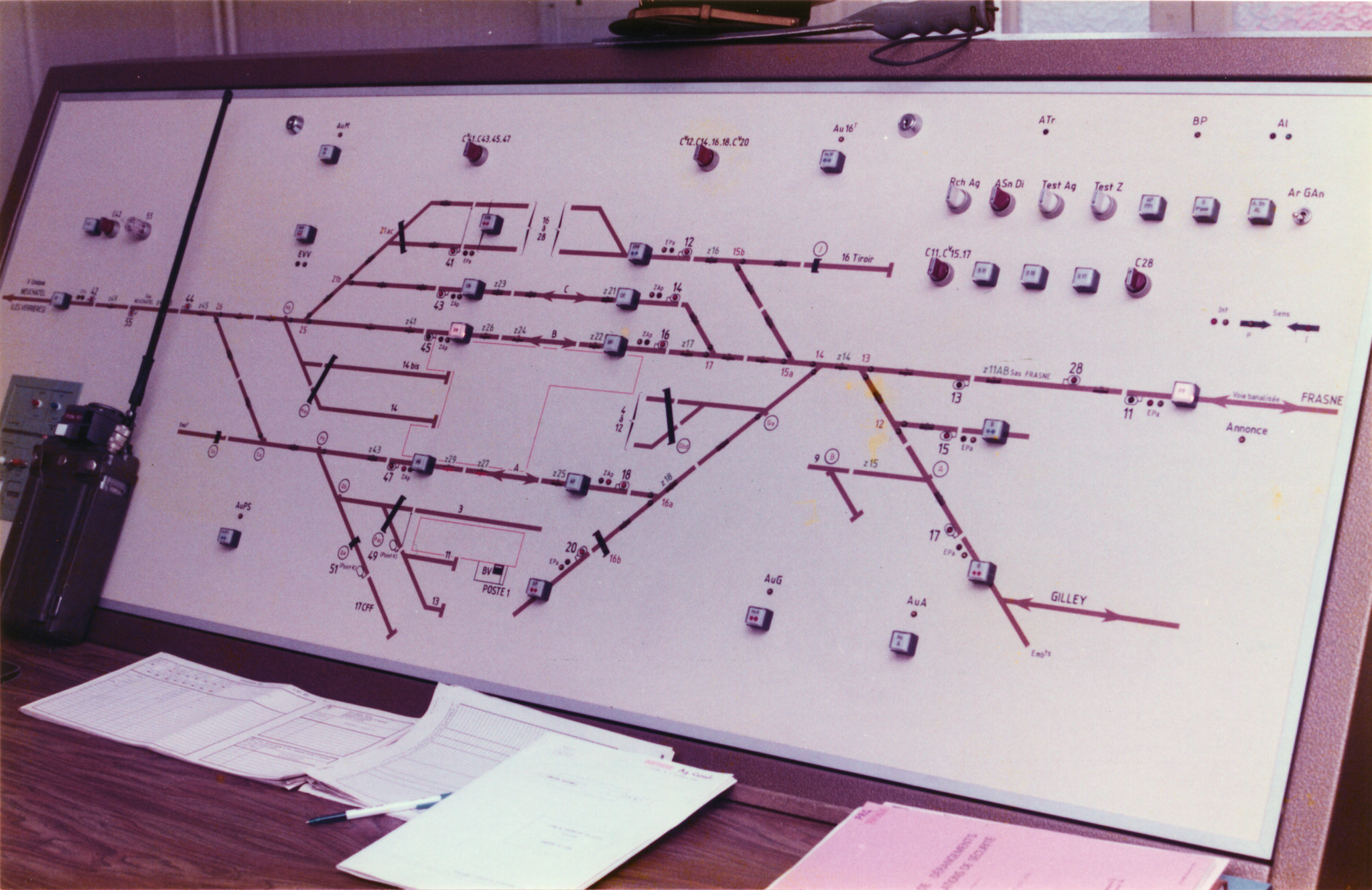
Ligne de Pontarlier à Les Verrières (Suisse) - Gare de Pontarlier - Poste du BV de type PRG

Les postes tout relais à câblage géographique (PRG) sont une évolution des postes tout relais (PRS), permettant l'équipement de moyennes et petites gares de manière économique.

## Histoire
Depuis la fin des années 1970, ce type de poste d'aiguillage équipe les gares moyennes non télécommandées (ou télécommandées exclusivement par un autre PRG) du réseau ferroviaire français, comportant de 30 à 100 itinéraires.

## Caractéristiques
Ce type de poste utilise des relais montés sur des platines précâblées.
L’enregistrement des itinéraires peut être appliqué à tout PRG, dans la limite de 24 itinéraires par zone commandée (mêmes organes communs).
Exemples :
- non télécommandés : Saint-Brieuc, Guingamp, Strasbourg-Neudorf, Montluçon, Redon, Bar-le-Duc, Quimper (avec enregistreur), Paray Le Monial, Pontarlier, Bourges (avec enregistreur)
- télécommandé d’un autre PRG : Hennebont (par Lorient).

Les commandes s’effectuent par boutons d’extrémités d’itinéraires (deux gestes : le premier sur le bouton "destination", le second sur le bouton "origine") ou d’autorisations et commutateurs implantés sur une Table de Commande et de Contrôle (TCC). Dans certaines installations, la table de commande est distincte du TCO.
Le PRG peut également commander les voies de service qui sont en relation directe avec les voies principales.